# My World (SPYAIRの曲)
『My World』（マイ・ワールド）は、日本のロックバンドであるSPYAIRの楽曲。同バンドの6枚目のシングルとして、2012年3月14日にSony Music Associated Recordsからリリースされた。

## 概要
前作『MOVIN' ON』以来約2か月半、マキシシングルとしては『BEAUTIFUL DAYS』以来約7か月でのリリースとなるシングルであり、ライブDVD『SPYAIR LIVE at 野音「Just Like This 2011」』と同日発売。表題曲「My World」はテレビアニメ『機動戦士ガンダムAGE』第二部・アセム編のエンディングテーマである。
初回生産限定盤、通常盤、機動戦士ガンダムAGE盤の3形態でリリースされ、初回生産限定盤には「My World」のミュージック・ビデオが収録されているDVDが付属する。また機動戦士ガンダムAGE盤はCDジャケットが『機動戦士ガンダムAGE』のイラストが書き下ろされたデジパック仕様となっている。
本作はアルバム『Rockin' the World』に続いて大韓民国でもリリースされた。SPYAIRのシングルが韓国で発売されるのは本作が初となる。

## 収録内容
| 全作詞: MOMIKEN、全作曲: UZ、全編曲: SPYAIR。 |                                       |         |            |      |
| #                                             | タイトル                              | 作詞    | 作曲・編曲 | 時間 |
| 1.                                            | 「My World」                          | MOMIKEN | UZ         | 3:35 |
| 2.                                            | 「Come on」                           | MOMIKEN | UZ         | 3:37 |
| 3.                                            | 「BEAUTIFUL DAYS (acoustic version)」 | MOMIKEN | UZ         | 4:45 |
| 合計時間:                                     | 合計時間:                             | 11:57   |            |      |

| #  | タイトル                  | 作詞 | 作曲・編曲 |
| -- | ------------------------- | ---- | ---------- |
| 1. | 「My World」(Music Video) |      |            |

## 楽曲解説
1. My World
  - MBS・TBS系アニメ『機動戦士ガンダムAGE』第二部・アセム編（第16話 - 第28話）エンディングテーマ

悩みや苦しみを抱えてもがき続ける人々に送るロックナンバー[6][7]。
楽曲自体はメジャー・デビュー前にレコーディングされており、IKE曰く「自分たちの想像を超える出来栄えだった」ためレコーディング当時の音源がそのまま収録されている[8]。歌詞には当時のMOMIKENの迷いや自問自答が反映されており[9]、IKEの歌声も悔しさや迷い、情熱を力強く歌ったものになっている[10]。
サウンドについては「ひとつのグルーヴにどれだけ感情を込められるか」というテーマのもとレコーディングに臨み[11]、UZ曰く「生の音のグルーヴで攻めたことで、デモ音源の段階のイメージを大きく超える仕上がりになった[9]」という。
なお、SPYAIRの音楽プロデューサーを務める涌井啓一はSPYAIRが曲を作るたびに「この曲でガンダムを狙おう」と発言していた[12]といい、この曲で涌井の発言が現実のものとなった。
2. Come on
「骨太なロック」というテーマのもとで制作された曲[13]。静かなメロディーからサビでは一転してダイナミックに攻めるというスタイルが採られている[11]。
3. BEAUTIFUL DAYS (acoustic version)
シングル『BEAUTIFUL DAYS』の表題曲をアコースティックバージョンで再録した曲。

## 楽曲の収録アルバム
1. My World
  - 2ndスタジオ・アルバム『Just Do It』
  - 1stベスト・アルバム『BEST』
2. Come on
  - 2ndスタジオ・アルバム『Just Do It』
  - 1stベスト・アルバム『BEST』
3. BEAUTIFUL DAYS (acoustic version)
  - 5thシングル『BEAUTIFUL DAYS』に原曲として収録。

## New Version
新ボーカル・YOSUKEによる再レコーディング・バージョン。2023年6月23日に配信リリースされた。

### 収録内容
| #         | タイトル                     | 作詞      | 作曲      | 編曲      | 時間 |
| --------- | ---------------------------- | --------- | --------- | --------- | ---- |
| 1.        | 「My World - New Version -」 | MOMIKEN   | UZ        | SPYAIR    | 3:26 |
| 合計時間: | 合計時間:                    | 合計時間: | 合計時間: | 合計時間: | 3:26 |